# 贾森·理查德森
贾森·安东尼·“J-Rich”·理查德森（英語：Jason Anthoney "J-Rich" Richardson，1981年1月20日—），生于密歇根州萨吉诺 (Saginaw)，前美国职业篮球运动员曾在2002年和2003年兩度奪下NBA灌籃大賽冠軍。

## 大学篮球
在大学篮球时期，理查德森帮助密歇根州立大学取得了NCAA1999-2000赛季的总冠军。在2001年NBA选秀中密歇根州立大学的理查德森在第一轮第5顺位被金州勇士队摘下。

## NBA生涯
理查德森在2002年和2003年赢得了NBA灌篮大赛的冠军，是除了迈克尔·乔丹之後第一位蝉联NBA灌篮冠军的球员。在2003年的灌篮大赛中，理德查森高高跃起，右手抓住篮球，从胯下将篮球换至左手，反身爆扣成功。近几个赛季他的中投技术也有了长足的提高三分能力也十分了得，但是他最为出众的能力还有带球上篮。
在过去的NBA赛季中，理查德森以他出众的身体素质每年都取得全方面的进步，他的场均得分每个赛季都有所增长，2005-06赛季得到了场均23.2分名列联盟第13位。尽管理查德森在球场上取得了很大的进步，但是他的罚球依然十分糟糕，职业生涯的罚球命中率低于70%，2005-06赛季只有67.3%，是自新秀赛季以来最低的罚球命中率。理查德森有着糟糕的罚球命中率可是他却是2005-06赛季罚球次数第三多的得分后卫。
2006年3月23日对阵达拉斯小牛队的比赛中，比赛还剩4.7秒时勇士队还落后2分，贾森·特里罚球不中，查德森抓到篮板，利用假动作突破了特里，侧身跳投命中一个绝杀三分。这一瞬间也成功入选了2006年NBA.com十佳绝杀。
理查德森长时间担任勇士队的队长，在勇士队连续第12个赛季错失晋级季后赛后，他在报纸上发表了一份对球迷的道歉信。理查德森是勇士队球迷中支持度最高的球员之一。他还曾經保持着勇士队单场三分球命中数的球队纪录 (主场对阵菲尼克斯太阳队的比赛中投中8个三分)。
2007年6月28日，理查德森和2007年勇士第36轮选中的新秀杰玛里奥·戴维森一同交易去夏洛特山猫队以换取第8轮选中的布兰登·赖特。
2008年2月，理查德森和賈萊德·杜德利被送到鳳凰城太陽隊，換取拉加·貝爾和伯利斯·迪奧。
2010年12月，理查德森,希达耶特·特科格鲁,厄爾·克拉克被送到奧蘭多魔術隊，換取文斯·卡特,哥達和比圖斯。
在NBA奮戰14個球季、效力5支球隊的里察森（Jason Richardson）2015年宣布退休。

## 外部連結
- Jason Richardson Profile （页面存档备份，存于） at NBA.com
- Jason Richardson's Apology Letter （页面存档备份，存于） at GSoM
- 2k6-2k7 REPORT CARD: Jason Richardson （页面存档备份，存于） (GSoM)